# Jane F. Bramsen
Jane F. Bramsen (* 10. September 1978) ist eine ehemalige dänische Badmintonspielerin. 

## Karriere
Jane F. Bramsen gewann 2002 die Goldmedaille bei den Badminton-Europameisterschaften im Doppel mit Ann-Lou Jørgensen. Des Weiteren gewann sie unter anderem die US Open, Scottish Open, Iceland International, German Open, Swedish Open und die Polish International. 

## Sportliche Erfolge
| Saison    | Veranstaltung                                    | Disziplin   | Platz | Name                                          |
| --------- | ------------------------------------------------ | ----------- | ----- | --------------------------------------------- |
| 1990/1991 | Dänemark: Einzelmeisterschaften der Junioren U13 | Damendoppel | 1     | Jane F. Bramsen, Horsens / Jane Jacoby, Århus |
| 1990/1991 | Dänemark: Einzelmeisterschaften der Junioren U13 | Dameneinzel | 1     | Jane F. Bramsen, Horsens                      |
| 1992/1993 | Dänemark: Einzelmeisterschaften der Junioren U15 | Damendoppel | 1     | Jane Bramsen, Horsens / Jane Jacoby, Århus    |
| 1992/1993 | Dänemark: Einzelmeisterschaften der Junioren U15 | Dameneinzel | 1     | Jane Bramsen, Horsens                         |
| 1993/1994 | Dänemark: Einzelmeisterschaften der Junioren U17 | Damendoppel | 1     | Jane Jacoby, Århus / Jane F. Bramsen, Horsens |
| 1996/1997 | Dänemark: Einzelmeisterschaften der Junioren U19 | Damendoppel | 1     | Jane F. Bramsen / Lene Mørk, Horsens          |
| 1997      | German Juniors                                   | Damendoppel | 1     | Tine Rasmussen / Jane Bramsen                 |
| 1997      | Iceland International                            | Damendoppel | 1     | Christina Sørensen / Jane F. Bramsen          |
| 1997      | Scottish Open                                    | Mixed       | 1     | Lars Paaske / Jane F. Bramsen                 |
| 1997      | Norwegian International                          | Mixed       | 1     | Steen Thygesen-Poulsen / Jane F. Bramsen      |
| 1997      | Iceland International                            | Mixed       | 1     | Joachim Fischer / Jane F. Bramsen             |
| 1997      | Junioren-Europameisterschaft                     | Damendoppel | 1     | Lene Mørk / Jane F. Bramsen                   |
| 1997      | Norwegian International                          | Damendoppel | 1     | Christina Sørensen / Jane F. Bramsen          |
| 1997      | Junioren-Europameisterschaft                     | Mixed       | 2     | Kristian Langbak / Jane F. Bramsen            |
| 1998      | Polish International                             | Damendoppel | 2     | Christina Sørensen / Jane Bramsen             |
| 1998      | Norwegian International                          | Mixed       | 1     | Lars Paaske / Jane F. Bramsen                 |
| 1998      | Polish International                             | Mixed       | 1     | Lars Paaske / Jane F. Bramsen                 |
| 1999      | German Open                                      | Mixed       | 1     | Lars Paaske / Jane F. Bramsen                 |
| 1999      | US Open                                          | Mixed       | 1     | Jonas Rasmussen / Jane F. Bramsen             |
| 2000      | Swedish Open                                     | Damendoppel | 1     | Pernille Harder / Jane F. Bramsen             |
| 2000      | German Open                                      | Mixed       | 1     | Jonas Rasmussen / Jane F. Bramsen             |
| 2000      | Swedish Open                                     | Mixed       | 1     | Jonas Rasmussen / Jane F. Bramsen             |
| 2000      | US Open                                          | Mixed       | 1     | Jonas Rasmussen / Jane F. Bramsen             |
| 2001      | Indonesian Open                                  | Mixed       | 5     | Jonas Rasmussen / Jane Bramsen                |
| 2001      | Indonesian Open                                  | Damendoppel | 2     | Jørgensen / Jane Bramsen                      |
| 2001/2002 | Dänemark: Einzelmeisterschaften                  | Damendoppel | 1     | Jane F. Bramsen / Ann-Lou Jørgensen, KMB      |
| 2002      | Indonesian Open                                  | Damendoppel | 5     | Ann-Lou Jorgensen / Jane Bramsen              |
| 2002      | Indonesian Open                                  | Mixed       | 5     | Jonas Rasmussen / Jane Bramsen                |
| 2002      | Swiss Open                                       | Mixed       | 2     | Jonas Rasmussen / Jane Bramsen                |
| 2002      | Europameisterschaft                              | Damendoppel | 1     | Ann-Lou Jørgensen / Jane Bramsen              |